# Papilio ornythion
Papilio ornythion är en fjärilsart som beskrevs av Jean Baptiste Boisduval 1836. Papilio ornythion ingår i släktet Papilio och familjen riddarfjärilar. Inga underarter finns listade i Catalogue of Life.

## Bildgalleri

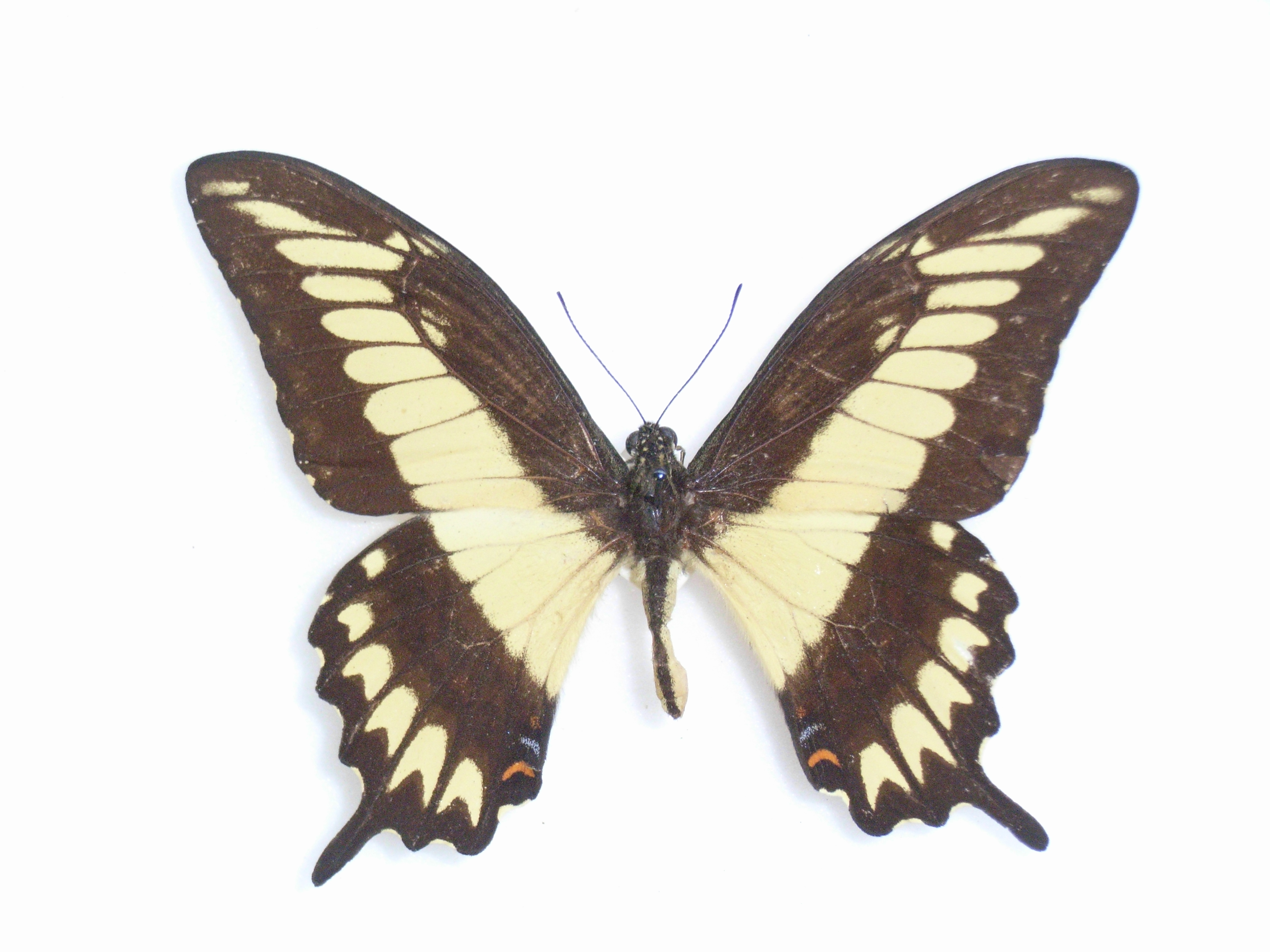